# Константин Далассин (талассократор)
Константин Далассин (*Κωνσταντίνος Δαλασσηνός, д/н — после 1093) — государственный и военный деятель Византийской империи.

## Жизнеописание
Происходил из знатного рода Далассинов. Вероятно сын Феодора Далассина, проэдра и дуки Фессалоник. Впрочем, высказывается мнение, что его отцом был Адриан Далассин, дука Антиохии, но первый вариант более вероятен, поскольку брату матери он предоставил бы более весомые титулы и должности. В то же время династия Феодора Далассина была в родстве с Дуками — соперниками Комнинов.
Начал службу в правление императора Константина X, понемногу продвигался по ступеням при Романе IV, Михаиле VII и Никифоре III. Возможно, участвовал в мятеже на флоте, который отказался перевозить верные императору Никифору III войска с Балканского полуострова в Малую Азию, где восстал Алексей Комнин.
Впервые упоминается в письме в 1086 г., когда перенял власть над Синопом, который передал императору Алексею I сельджукский мамлюк. Константин Далассин был назначен стратегом Синопа. Также ему подчинялся местный флот.
В начале 1090 года назначен дукой флота и ему приказано было обуздать Чаку, эмира Смирны, захватившего часть островов в Эгейском море и угрожавшего Константинополю. Он вскоре атаковал порт Хиос на острове Хиос. Сначала удалось захватить порт, но враг помешал продвинуться в город. Но, в конце концов, благодаря военной хитрости Далассину удалось заставить Чаку отступить к Смирне, а самому захватить Хиос.
В 1091 он участвовал в военной кампании против печенегов. В решающей битве при Левунионе управлял левым флангом византийского войска. В этом сражении печенеги потерпели сокрушительное поражение.
В 1092 году Константин Далассин получил должность талассократора, но он подчинялся командующему всего византийского флота (мегадуксу) Иоанну Дуке. В битве у острова Лесбос (недалеко от Митилены) отличился в битве, где было нанесено поражение флоту эмира Чаки. В 1093 году сражался против последнего, когда тот пытался захватить порт Абидос. Дальнейшая судьба Константина Далассина неизвестна.